# Trận Utica (203 TCN)
Trận Utica xảy ra năm 203 TCN giữa quân đội của Roma và Carthage trong chiến tranh Punic lần thứ hai nhằm tranh chấp quyền thống trị trên vùng phía Tây Địa Trung Hải. Bằng một cuộc tấn công bất ngờ, tướng La Mã là Publius Cornelius Scipio đã thành công trong việc tiêu diệt một lực lượng lớn hơn nhiều của liên minh giữa Carthage và Numidia không xa dòng chảy của sông Medjerda nay thuộc Tunisia. Vì thế ông đã đạt được một lợi thế quyết định chiến lược, chuyển trọng tâm của cuộc chiến tranh từ Ý và Iberia tới vùng đất của người Carthahe ở phía bắc châu Phivà đóng góp một phần qua trọng cho chiến thắng cuối cùng của Rome.

## Chỉ huy cuộc viễn chinh của người La mã ở châu Phi năm 204 TCN
Người La Mã  lần đầu tiên xâm chiếm Libya (Tunisia ngày nay) trong Chiến tranh Punic lần thứ nhất. Cuộc viễn chinh này kết thúc với một thất bại thảm hại. Cuộc viễn chinh thứ hai chỉ tiếp tục năm mươi năm sau đó.
Cuộc xâm lược châu Phi là một phần trong kế hoạch  ban đầu của người La Mã tiến hành trong chiến tranh Punic lần thứ hai. Tướng Carthage là Hannibal đã cản trở họ khi ông tiến quân từ căn cứ của ông ở Iberia, đi qua miền nam Gaul và vượt qua dãy Alps vào năm 218 trước Công nguyên. Vị Chấp chính quan, người mà được giao chỉ huy cuộc viễn chinh đến Carthage, quyết định chuyển đội quân của mình từ Sicilia tới Cisalpine Gaul để bảo vệ phía bắc của Ý. Điều này dẫn đến trận Trebia và một loạt các thất bại nặng nề khác của người La Mã dưới tay Hannibal mà khiến cho ý tưởng về một cuộc tấn công trên quê hương Carthage trở thành câu hỏi. Trong những năm sau chiến tranh nổ ra chủ yếu ở Ý, Iberia và Sicilia, nhưng ở phía bắc châu Phi thì không bị ảnh hưởng. Tình hình thay đổi với vận may đến với Rome. Năm 205 TCN người La Mã đã có thành công trong việc đối phó với hai cuộc xâm lược Ý - một là của Hannibal, người đã dần dần hao mòn và gánh chịu các đồng minh yếu kém, và của Hasdrubal, con trai của Hamilcar Barca, người đã bị đánh bại hoàn toàn trong trận sông Metaurus. Các lực lượng Carthage khác nhau đã bị đuổi ra khỏi đảo Sicilia và Iberia hay bị bao vây ở các nơi xa xôi về phía nam và tây bắc của bán đảo Apennine. Bởi sự sụp đổ của Syracuse và cuộc tái chiếm các vùng của Sicilia đã bị mất tạm thời sau trận Cannae, người La Mã bảo đảm được một căn cứ cho các cuộc tấn công của hải quân vào Carthage. Họ đã sử dụng điều đó bằng cách thực hiện một số cuộc tấn công trên đất châu Phi vào năm 208, 207   và 205 TCN .
Từ năm 206 TCN, khi Publius Cornelius Scipio cuối cùng đã hoàn toàn quét sạch quân Carthage khỏi Iberia (xem trận Ilipa), ông bận tâm với ý tưởng rằng châu Phi cần trở thành mục tiêu tiếp theo. Tiếp đó ông tiến hành thành lập liên minh với Syphax- một trong những vị vua Numidia hùng mạnh nhất và là kẻ thù cũ của Carthage - ngay cả trước khi ông có quyền từ Rome để lãnh đạo cuộc xâm lược trong tương lai  Mặc dù Scipio được bầu làm chấp chính quan năm. 205 TCN, ông cũng phải chịu tranh luận rất nhiều trước Viện Nguyên Lão để họ chấp thuận ý định của mình. Đối thủ chính của ông là Quintus Fabius Maximus Cunctator, người lập luận rằng cuộc viễn chinh đến châu Phi là quá nguy hiểm và rằng mục tiêu chính là chiến đấu ở vùng Bruttium với Hannibal. Scipio đã cố gắng lập luận rằng kế hoạch của ông là cách hoàn hảo nhất để buộc quân đội của người Carthage rút khỏi Ý Tuy vậy ông chưa bao giờ có đủ nguồn lực
Người Carthage đã được cảnh báo về những gì đang xảy đến khi Scipio  gửi vị tướng của mình C. Laelius với một lực lượng hải quân để cướp bóc các khu vực của Hippo Regius trên bờ biển phía tây châu Phi của Carthage (205 TCN). Họ đã tiến hành các biện pháp khác nhau để ngăn chặn một cuộc xâm lược lớn của người La Mã. Tuy nhiên, những nỗ lực để thuyết phục vua Philip của Macedonia xâm chiếm Sicilia đã không thành công, và đội quân tiếp viện gửi cho những vị tướng của mình ở Bruttium và Liguria đã không đủ để làm sống lại cuộc chiến tranh ở Ý (xem các bài viết về các trận Croton và  cuộc tấn công thung lũng Po). Cũng không phải là Scipio bị ngăn cản do sự phản bội của Syphax, người đã đứng về phía Carthage nhờ các kỹ năng ngoại giao của Hasdrubal Gisgo và sự quyến rũ của con gái mình, Sophonisba.

## Bắt đầu cuộc viễn chinh và trận Utica

### Scipio mang chiến tranh đến Carthage
Cuộc viễn chinh châu Phi bắt đầu vào năm 204 trước Công nguyên. Hàng trăm tàu vận tải đã mang theo một đội quân La Mã không quá 35.000 binh sĩ  tới mũi Farina, khoảng 35 km về phía tây của Carthage (hoặc Pulcrum). Sự có mặt của Scipio gây ra rất nhiều lo lắng và sợ hãi, và ông đã sử dụng kết quả hỗn loạn này để chiếm một số thị trấn và cướp bóc các vùng nông thôn . Vị tướng chỉ huy chính của Carthage đối đầu với ông là Hasdrubal, con trai của Gisgo. Ông đã phái một lực lượng kỵ binh đáng kể để ngăn chặn các cuộc phá hoại và hạn chế sự lôi kéo của Scipio, nhưng người La Mã đã tiêu diệt nó gần thị trấn Salaeca  Như vậy vị tướng La Mã đã có được một lợi thế tạm thời, được tăng cường thêm khi Scipio có sự trợ giúp của Massinissa, một vị vua của dân Massylia (một bộ tộc Numidia). Hasdrubal đã bị cản trở bởi sự dao động của Syphax.

### Vây hãm Utica
Thu được nhiều chiến lợi phẩm phong phú và nô lệ, trong mùa thu Scipio hành quân đến Utica. Ý định của ông là chiếm thành phố cổ của người Phoenicia và biến nó thành một căn cứ cho các hoạt động tiếp theo của mình  Cuộc tấn công trực tiếp nhằm vào các bức tường bị đẩy lui ngay cả khi họ được hỗ trợ bởi công cụ vây thành và hạm đội La Mã, buộc người La Mã phải tiến hành một cuộc bao vây thành phố. Sự xuất hiện của hai đội quân lớn của kẻ địch là cách hiệu quả chấm dứt cuộc vây hãm rất sớm. Đây là hai đội quân của Hasdrubal Gisgo và con rể của ông Syphax, người dường như đã không ngần ngại nữa. Ưu số của họ (theo truyền thống thông qua các tác giả cổ đại như Polybius và Livy, quân đội của Hasdrubal lên tới hơn 30.000 và Syphax nhiều gấp hai lần,  nhưng những con số này được coi là quá phóng đại bởi các nhà nghiên cứu hiện đại ) buộc Scipio phải rút lui tới một doi đất không xa Utica, mà sau này được gọi là Castra Cornelia. Ông củng cố chỗ thắt hẹp của vùng đất và thiết lập khu trú đông của mình, dựa vào nguồn cung cấp ngô và quân trang đã được gửi đến từ Sicilia, Sardegna và Iberia. Hasdrubal và Syphax xây dựng trại riêng biệt của họ một khoảng cách đáng kể từ Castra Cornelia 

### Thương thảo hòa bình
Trong suốt mùa đông, Carthage tiếp tục xây dựng lực lượng của họ. Họ chuẩn bị một hạm đội để chặn  các tuyến tiến viện và phong tỏa hoàn toàn quân đội La Mã  và đang chờ đợi lính đánh thuê đến từ Iberia và Liguria. Sự thù địch thực tế chấm dứt trong một thời gian do những nỗ lực của Syphax phân xử cho một sự hòa giải. Hasdrubal chấp nhận các điều khoản đề xuất, quy định rằng cả Rome và Carthage nên triệu hồi quân đội của họ tương ứng từ châu Phi và Ý nhưng đã không dừng lại các hoạt động chuẩn bị quân sự nói trên. Hòa bình trong điều kiện như vậy chắc chắn không phải là mục đích, mà Scipio đàm phán với Syphax. Lúc đầu, ông sử dụng các cuộc đàm phán như một vỏ bọc cho cố gắng lôi kéo người Numidia về phe Rome. Khi những nỗ lực này đã được chứng minh là không đem lại kết quả, vị tướng La Mã vẫn tiếp tục gửi các phái viên đến trại của người Numidia. Mục tiêu của Scipio, trước hết là để đánh lạc hướng kẻ thù mà ông không an tâm và bởi vậy băn khoăn để dàn xếp hòa bình, và thứ hai, do thám vị trí và tổ chức của đối phương. Phái viên của ông, những người đã lựa chọn cẩn thận cho mục đích này, thông báo với ông rằng cả hai trại bao gồm chủ yếu là những túp lều được xây dựng từ gỗ, cây sậy và những vật liệu dễ cháy khác 

### Phóng hỏa các doanh trại
Trên cơ sở của thông tin này Scipio đã xây dựng kế hoạch cho trận chiến. Ông biết rằng người Carthage đang chuẩn bị để tiếp tục tấn công Castra Cornelia, và với những dấu hiệu đầu tiên của mùa xuân, ông đã phát động một cuộc tấn công phủ đầu. Các tác giả cổ đại đã cung cấp hai phiên bản của những gì đã xảy ra. Theo Livy và Polybius, Scipio bố trí một đội quân (2.000 lính) trên một ngọn đồi nhìn ra Utica vì vậy nó đã đánh lừa quân do thám của đối phương rằng ông đang chuẩn bị để tấn công thành phố. Một đội quân nhỏ đã được để lại bảo vệ doanh trại La Mã nhằm chống lại cuộc tấn công có thể tới từ lính phòng thủ của thành phố. Số quân còn lại thì hành quân vào ban đêm, hơn 10 km, và tới các doanh trại của Hasdrubal và Syphax trước bình minh. Scipio chia quân đội của mình thành hai nửa và ra lệnh cho Laelius và binh lính Numidia của Massinissa nổi lửa và thiêu trụi doanh trại của Syphax. Laelius và Massinissa gần như không để cho các chiến binh của Syphax có cơ hội để trốn thoát, họ vẫn đang say sưa trong giấc ngủ và hoàn toàn không có chuẩn bị. Ngọn lửa đã bắt đầu từ những túp lều bên ngoài hàng rào cọc nhọn và nhanh chóng lây lan rồi nhấn chìm toàn bộ doanh trại. Tất cả các lối ra đã bị người La Mã phong tỏa, và một số lượng lớn binh lính không có khí giới đã bị tàn sát, những người khác đã bị ngọn lửa thiêu đốt. Điều này cũng đã xảy ra với đội quân của Hasdrubal. Binh sĩ của ông ta đã được đánh thức bởi tin báo rằng doanh trại lân cận đang bốc cháy, và một số người trong số họ đã đổ xô tới giúp những người Numidia mà không có vũ khí, vì họ nghĩ rằng ngọn lửa là kết quả của một tai nạn. Scipio đã chờ đợi thời điểm nhầm lẫn này để tấn công cùng với số quân La Mã còn lại. Người Carthage không thể tổ chức được bất cứ sự kháng cự nào và họ đã bị nghiến nát. Chỉ vị tướng của họ (cũng như Syphax), với một phần nhỏ quân đội trốn thoát được.

### Câu chuyện của Appian
Các phiên bản của Livy và Polybius đã được hỗ trợ bởi các sử gia cổ đại khác, chẳng hạn như Florus  và Frontinus. Trong phần "cuộc chiến tranh Punic", một phần trong tác phẩm "Lịch sử La Mã" của mình, Appian thuật lại một câu chuyện khác. Theo Appian, Scipio chỉ tách riêng Massinissa và kỵ binh của ông để ngăn chặn Syphax giúp đỡ Hasdrubal. Cùng với phần lớn của lính lê dương của mình, viên tướng La Mã đã bất ngờ tấn công doanh trại của Hasdrubal và tàn sát gần như tất cả các binh sĩ của ông ta. Khi Syphax biết những gì đã xảy ra, ông ta đã phái một đội kỵ binh tới hỗ trợ cho Hasdrubal, nhưng những kỵ binh này đã bị quân của Massinissa chặn đánh và đánh tan. Lo sợ rằng Scipio sẽ nhằm vào mình sau khi đối phó xong với quân đội của Hasdrubal, Syphax liền từ bỏ doanh trại và rút lui an toàn cùng với quân đội của ông ta.

## Kết quả
Người Carthage đã tổn thất nặng nề, một số tác giả cổ đại đã không đưa ra con số cụ thể, nhưng những người khác đưa ra con số này vào khoảng từ 30.000  tới 40.000  người đã bị giết, và lên đến 5.000 bị bắt làm tù binh. Hầu như tất cả các nguồn (trừ Cassius Dio) đồng ý rằng thiệt hại của người La Mã là tối thiểu. Polybius đã viết: "... không thể tìm thấy bất kỳ thảm họa nào khác mà ngay cả khi phóng đại có thể so sánh với điều này, tới mức nó vượt trội hơn tất các sự kiện trước đó về sự khủng khiếp. Vì vậy mà trong tất cả những kỳ công oai hùng được Scipio tạo ra, cái này dường như đối với tôi là cái huy hoàng nhất và liều lĩnh nhất ". Chỉ với một đòn đánh duy nhất Scipio đã có thể thoát khỏi sự phong tỏa của Carthage và tiếp tục các cuộc tấn công của mùa hè năm trước. Điều xảy đến tiếp sau đó là Trận Đại Đồng Bằng, kết thúc với một thất bại tan nát của Hasdrubal Gisgo và Syphax. Carthage đã phải triệu hồi quân đội của mình từ Ý cho trận chiến quyết định cuối cùng diễn ra trong năm 202 trước Công nguyên, kết quả của trận đánh này là một thất bại hoàn toàn cho phía Carthage và cùng với đó một hiệp ước hòa bình với các điều khoản nặng nề, đồng thời đánh dấu sự kết thúc cuộc chiến tranh Punic lần thứ hai vào năm 201 trước Công nguyên.